# IMMSA Mina Tiro General
IMMSA Mina Tiro General är en ort i Mexiko.   Den ligger i kommunen Charcas och delstaten San Luis Potosí, i den centrala delen av landet, 500 km nordväst om huvudstaden Mexico City. IMMSA Mina Tiro General ligger 2 135 meter över havet och antalet invånare är 137.
Terrängen runt IMMSA Mina Tiro General är varierad. Runt IMMSA Mina Tiro General är det glesbefolkat, med 8 invånare per kvadratkilometer. Närmaste större samhälle är Charcas, 3,6 km öster om IMMSA Mina Tiro General. Omgivningarna runt IMMSA Mina Tiro General är i huvudsak ett öppet busklandskap.